# World Series of Poker 2021

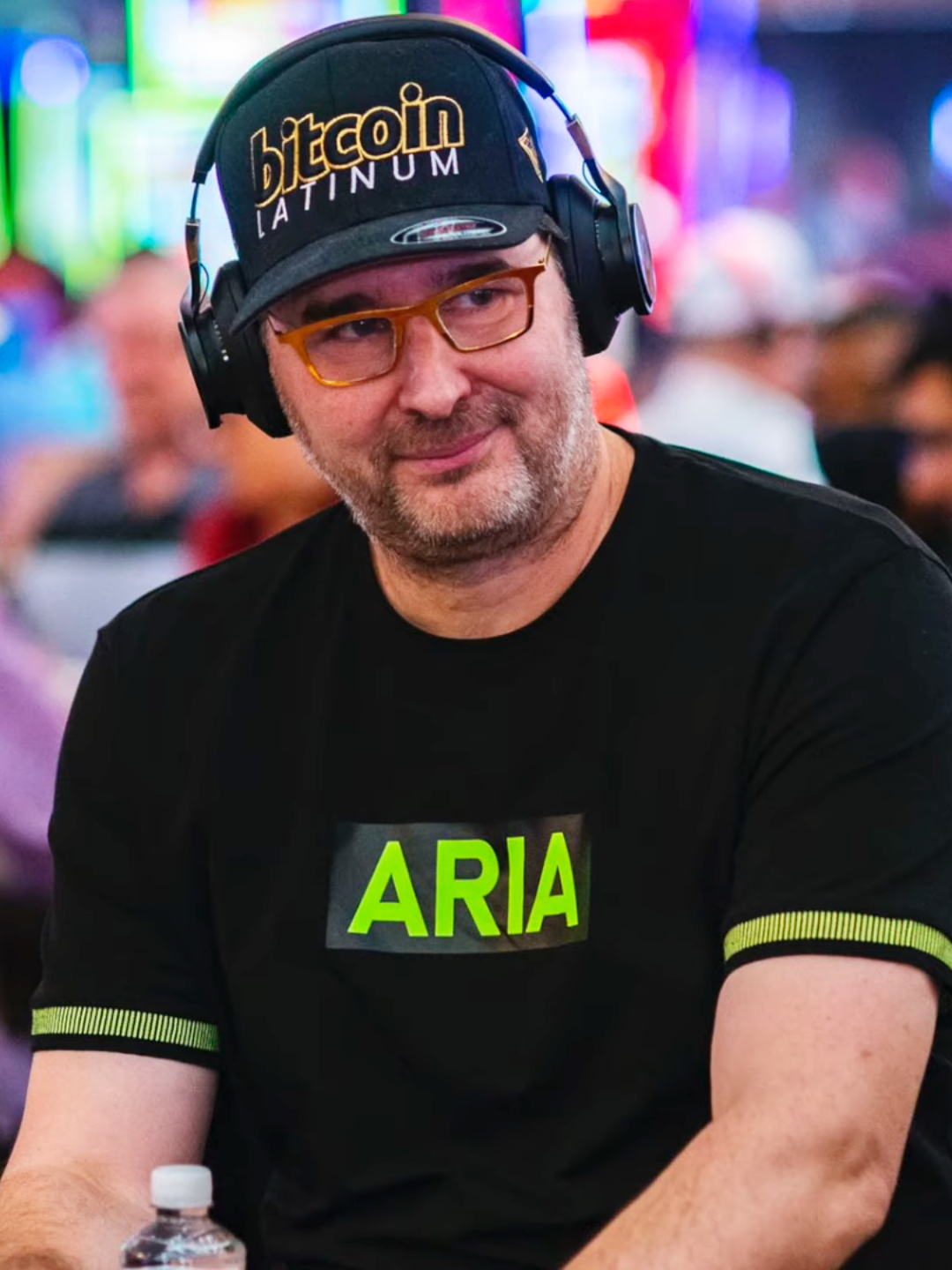
Phil Hellmuth won zijn 16e WSOP-toernooi

De World Series of Poker (WSOP) 2021 is de 52e editie van het evenement. De pokertoernooiserie vond plaats van 30 september tot en met 23 november in het conventiecentrum van het Rio All-Suite Hotel and Casino in Las Vegas, Nevada.
In tegenstelling tot corona-jaar 2020 had de WSOP 2021 een volledig schema met 88 pokertoernooien. De WSOP van 2020 werd geannuleerd vanwege de COVID-19-pandemie. In plaats daarvan besloot de organisatie om de WSOP in 2020 online te laten afspelen. Het $10.000 No Limit Hold'em Main Event begon op 4 november en kroonde op 17 november Koray Aldemir als kampioen. Hij won $8.000.000 en de officieuze wereldtitel pokeren. In tegenstelling tot de afgelopen jaren, zijn er vier startdagen en niet drie.
Er zijn diverse nieuwe toernooien geïntroduceerd op het toernooischema. Zo is er onder meer een $1.000 Flip and Go No Limit Hold'em-toernooi waarbij elke speler automatisch all-in gaat bij de eerste hand. De winnaars van die hand (gespeeld in de pokervariant Crazy Pineapple) zijn allemaal direct in het geld en spelen verder volgens een traditionele toernooistructuur. Er zal ook een Poker Hall of Famers Bounty-toernooi zijn. Elk lid van de Poker Hall of Fame zal worden uitgenodigd om als freeroll te spelen. Als je zo'n speler uitschakelt, krijg je een bedrag ter waarde van het jaar waarop ze in de Poker Hall of Fame werden opgenomen.
De WSOP hield net als in 2020 een versie van de World Series of Poker Online. Deze online toernooien vonden plaats op WSOP.com en de website van GGpoker, van 1 juli tot en met 12 september.

## Toernooien
Bron:  
|  | High stakes-toernooi (buy-in van $10.000 of hoger) |
|  | Telt niet mee voor de Speler van het Jaar ranking  |

| #  | Toernooi                                               | Deelnemers | Winnaar                 | Prijs      | Runner-up               |
| -- | ------------------------------------------------------ | ---------- | ----------------------- | ---------- | ----------------------- |
| 1  | $500 Casino Employees No Limit Hold'em                 | 419        | James Barnett           | $39.013    | Jack Behrens            |
| 2  | $25.000 H.O.R.S.E.                                     | 78         | Jesse Klein             | $552.182   | Benny Glaser            |
| 3  | $1.000 Covid-19 Relief No Limit Hold'em Charity Event  | 260        | Jeremy Ausmus           | $48.687    | Jesse Lonis             |
| 4  | $500 The Reunion No Limit Hold'em                      | 12.973     | Long Ma                 | $514.604   | Giuliano Lentini        |
| 5  | $1.500 Omaha Hi-Lo 8 or Better                         | 607        | Connor Drinan           | $163.252   | Travis Pearson          |
| 6  | $25.000 High Roller No Limit Hold'em 8-Handed          | 135        | Tyler Cornell           | $833.289   | Michael Liang           |
| 7  | $1.500 Dealers Choice 6-Handed                         | 307        | Jaswinder Lally         | $97.915    | Andrew "AJ" Kelsall     |
| 8  | $600 No Limit Hold'em Deepstack                        | 4.527      | Zhi Wu                  | $281.604   | Ari Mezrich             |
| 9  | $10.000 Omaha Hi-Lo 8 or Better Championship           | 134        | Ari Engel               | $317.076   | Zachary Milchman        |
| 10 | $1.000 Super Turbo Bounty No Limit Hold'em             | 1.640      | Michael Perrone         | $152.173   | Pierre Calamusa         |
| 11 | $25.000 Heads Up No Limit Hold'em Championship         | 57         | Jason Koon              | $243.981   | Gabor Szabo             |
| 12 | $1.500 Limit Hold'em                                   | 422        | Yuval Bronshtein        | $124.374   | Kevin Erickson          |
| 13 | $3.000 Freezeout No Limit Hold'em                      | 720        | Harvey Matthews         | $371.914   | Gabriel Andrade         |
| 14 | $1.500 Seven Card Stud                                 | 261        | Rafael Lebron           | $82.262    | David Williams          |
| 15 | $1.500 No Limit Hold'em 6-Handed                       | 1.450      | Bradley Jansen          | $313.403   | Jeremy Malod            |
| 16 | $10.000 Limit Hold'em Championship                     | 92         | John Monnette           | $245.680   | Nate Silver             |
| 17 | $1.500 Millionaire Maker No Limit Hold'em              | 5.326      | Daniel Lazrus           | $1.000.000 | Darryl Ronconi          |
| 18 | $2.500 Mixed Triple Draw Lowball                       | 253        | Vladimir Peck           | $134.390   | Venkata Tayi            |
| 19 | $10.000 Seven Card Stud Championship                   | 62         | Anthony Zinno           | $182.872   | James Chen              |
| 20 | $1.000 Flip & Go No Limit Hold'em                      | 1.240      | Dejuante "DJ" Alexander | $180.665   | Jason Beck              |
| 21 | $1.500 Mixed Pot Limit Omaha Hi-Lo 8 or Better         | 641        | Dylan Linde             | $170.269   | Hernan Salazar          |
| 22 | $10.000/$1.000 Ladies No Limit Hold'em Championship    | 644        | Lara Eisenberg          | $115.694   | Debora Brooke           |
| 23 | $1.500 Eight Game Mix 6-Handed                         | 484        | Ryan Leng               | $137.969   | Connor Drinan           |
| 24 | $600 Pot Limit Omaha Deepstack                         | 1.572      | Michael Prendergast     | $127.348   | Jeffrey Barnes          |
| 25 | $5.000 No Limit Hold'em 6-Handed                       | 578        | Scott Ball              | $562.667   | Galen Hall              |
| 26 | $1.000 Freezeout No Limit Hold'em                      | 1.358      | Dalibor Dula            | $199.227   | Cole Ferraro            |
| 27 | $1.500 H.O.R.S.E.                                      | 594        | Anthony Zinno           | $160.636   | Randy Ohel              |
| 28 | $1.000 Pot Limit Omaha 8-Handed                        | 1.069      | Dylan Weisman           | $166.461   | Craig Chait             |
| 29 | $10.000 Short Deck No Limit Hold'em                    | 66         | Chance Kornuth          | $194.670   | Chad Campbell           |
| 30 | $1.500 Monster Stack No Limit Hold'em                  | 2.342      | Michael Noori           | $610.347   | Ryan Leng               |
| 31 | $1.500 No Limit 2-7 Lowball Draw                       | 272        | Phil Hellmuth           | $84.951    | Jake Schwartz           |
| 32 | $3.000 H.O.R.S.E.                                      | 282        | Jim Collopy             | $173.823   | Ahmed Mohamed           |
| 33 | $800 No Limit Hold'em Deepstack                        | 2.778      | Ran Koller              | $269.478   | Ran Ilani               |
| 34 | $1.500 Limit 2-7 Lowball Triple Draw                   | 285        | David Baker             | $87.837    | Peter Lynn              |
| 35 | $500 Freezeout No Limit Hold'em                        | 2.931      | Anthony Koutsos         | $167.272   | Charbel Kanterjian      |
| 36 | $10.000 Dealers Choice 6-Handed Championship           | 93         | Adam Friedman           | $248.350   | Phil Hellmuth           |
| 37 | $1.500 Super Turbo Bounty No Limit Hold'em             | 1.441      | Karolis Sereika         | $195.310   | Pedro Padilha           |
| 38 | $50.000 High Roller No Limit Hold'em 8-Handed          | 81         | Michael Addamo          | $1.132.968 | Justin Bonomo           |
| 39 | $1.500 Pot Limit Omaha 8-Handed                        | 821        | Josh Arieh              | $204.766   | Tommy Le                |
| 40 | $10.000 H.O.R.S.E. Championship                        | 149        | Kevin Gerhart           | $361.124   | Marco Johnson           |
| 41 | $2.500 Freezeout No Limit Hold'em                      | 896        | Carlos Chang            | $364.589   | Brady Osterman          |
| 42 | $1.500 Razz                                            | 311        | Bradley Ruben           | $99.188    | Charles Sinn            |
| 43 | $1.000 Double Stack No Limit Hold'em                   | 3.991      | Anthony Denove          | $446.983   | David Guay              |
| 44 | $3.000 No Limit Hold'em 6-Handed                       | 162        | Ryan Hansen             | $109.692   | Kosei Ichinose          |
| 45 | $10.000 Pot Limit Omaha 8-Handed Championship          | 344        | Tommy Le                | $746.477   | Jordan Spurlin          |
| 46 | $800 No Limit Hold'em Deepstack                        | 2.053      | Chad Norton             | $214.830   | Steve Lemma             |
| 47 | $5.000 Freezeout No Limit Hold'em 8-Handed             | 421        | Alexandre Reard         | $428.694   | Daniel Strelitz         |
| 48 | $1.500 Shootout No Limit Hold'em                       | 800        | Gershon Distenfeld      | $204.063   | Johan Schumacher        |
| 49 | $10.000 No Limit 2-7 Lowball Draw Championship         | 122        | Farzad Bonyadi          | $297.051   | Johannes Becker         |
| 50 | $600 Mixed No Limit Hold'em/Pot Limit Omaha Deepstack  | 1.569      | Darrin Wright           | $127.219   | Victor Paredes          |
| 51 | $3.000 No Limit Hold'em 6-Handed                       | 997        | Brian Rast              | $474.102   | John Gallaher           |
| 52 | $1.000 Seniors No Limit Hold'em Championship           | 5.404      | Robert McMillan         | $561.060   | Robert Davis            |
| 53 | $25.000 High Roller Pot Limit Omaha                    | 212        | Shaun Deeb              | $1.251.860 | Ka Kwan Lau             |
| 54 | $2.500 Nine Game Mix 6-Handed                          | 319        | Nicholas Julia          | $168.608   | Kristan Lord            |
| 55 | $400 Colossus No Limit Hold'em                         | 9.399      | Anatolii Zyrin          | $314.705   | Michael Lee             |
| 56 | $10.000 No Limit Hold'em 6-Handed Championship         | 329        | Ben Yu                  | $721.453   | Nikita Kuznetsov        |
| 57 | $10.000 Limit 2-7 Lowball Triple Draw Championship     | 80         | Brian Yoon              | $240.341   | Danny Wong              |
| 58 | $1.000 Super Seniors No Limit Hold'em                  | 1.893      | Jean-Luc Adam           | $255.623   | Eugene Solomon          |
| 59 | $1.000 Tag Team No Limit Hold'em                       | 641        | Mike Ruter Sam Dighlawi | $56.683    | Tomer Wolf David Lander |
| 60 | $50.000 Poker Players Championship                     | 63         | Daniel Cates            | $954.020   | Ryan Leng               |
| 61 | $600 No Limit Hold'em Deepstack Championship           | 3.916      | Cole Ferraro            | $252.491   | Sami Rustim             |
| 62 | $1.500 Pot Limit Omaha Hi-Lo 8 or Better               | 725        | Kevin Gerhart           | $186.789   | Dustin Dirksen          |
| 63 | $500 Salute to Warriors No Limit Hold'em               | 1.738      | Eric Zhang              | $102.465   | Guy Hadas               |
| 64 | $5.000 Mixed No Limit Hold'em/Pot Limit Omaha          | 579        | Eelis Parssinen         | $545.616   | Noah Bronstein          |
| 65 | $1.000 Mini Main Event No Limit Hold'em                | 3.823      | Georgios Sotiropoulos   | $432.575   | Wataru Miyashita        |
| 66 | $10.000 Pot Limit Omaha Hi-Lo 8 or Better Championship | 194        | Josh Arieh              | $484.791   | Danny Chang             |
| 67 | $10.000 No Limit Hold'em Main Event                    | 6.650      | Koray Aldemir           | $8.000.000 | George Holmes           |
| 68 | $1.111 Little One for One Drop No Limit Hold'em        | 3.797      | Scott Ball              | $396.445   | Michael Shanahan        |
| 69 | $1.500 Seven Card Stud Hi-Lo 8 or Better               | 372        | Jermaine Reid           | $113.459   | Peder Berge             |
| 70 | $888 Crazy Eights No Limit Hold'em                     | 5.252      | David Moses             | $888.888   | Sejin Park              |
| 71 | $1.500 Bounty Pot Limit Omaha 8-Handed                 | 860        | Mourad Amokrane         | $132.844   | Matt Mamiya             |
| 72 | $1.500 Mixed No Limit Hold'em/Pot Limit Omaha          | 846        | Motoyoshi Okamura       | $209.716   | Rafael Mota             |
| 73 | $10.000 Seven Card Stud Hi-Lo 8 or Better Championship | 144        | Brian Hastings          | $352.958   | Ian O'Hara              |
| 74 | $2.500 Mixed Big Bet Event                             | 212        | Denis Strebkov          | $117.898   | Jerry Wong              |
| 75 | $1.500 Freezeout No Limit Hold'em                      | 1.191      | Chad Himmelspach        | $270.877   | Stefan Reiser           |
| 76 | $10.000 Super Turbo Bounty No Limit Hold'em            | 307        | Romain Lewis            | $463.885   | Aditya Agarwal          |
| 77 | $1.500 Fifty Stack No Limit Hold'em                    | 1.501      | Paulo Joanello          | $321.917   | Toby Price              |
| 78 | $10.000 Razz Championship                              | 109        | Benny Glaser            | $274.693   | Everett Carlton         |
| 79 | $1.979 Poker Hall of Fame Bounty No Limit Hold'em      | 468        | Ole Schemion            | $172.499   | Benjamin Underwood      |
| 80 | $3.000 Pot Limit Omaha 6-Handed                        | 496        | Robert Cowen            | $280.916   | Robert Emmerson         |
| 81 | $800 No Limit Hold'em Deepstack                        | 1.921      | Jason Wheeler           | $204.274   | Julian Velasquez        |
| 82 | $250.000 Super High Roller No Limit Hold'em            | 33         | Adrián Mateos           | $3.265.362 | Ben Heath               |
| 83 | $1.500 The Closer No Limit Hold'em                     | 1.903      | Leo Margets             | $376.850   | Alex Kulev              |
| 84 | $50.000 High Roller Pot Limit Omaha                    | 85         | Jeremy Ausmus           | $1.188.918 | Phil Hellmuth           |
| 85 | $50.000 High Roller No Limit Hold'em                   | 113        | Mikita Badziakouski     | $1.462.043 | Ren Lin                 |
| 86 | $1.000 Super Turbo No Limit Hold'em                    | 1.025      | Michael McCauley        | $161.384   | Andrew Wilson           |
| 87 | $100.000 High Roller No Limit Hold'em                  | 64         | Michael Addamo          | $1.958.569 | Kevin Rabichow          |
| 88 | $5.000 No Limit Hold'em 8-Handed                       | 531        | Boris Kolev             | $511.184   | Uri Reichenstein        |

## Main Event 2021

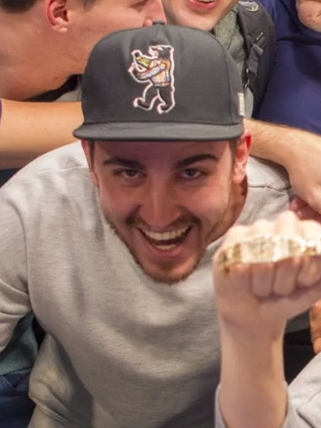
Koray Aldemir won het Main Event

Het Main Event is een pokertoernooi dat geldt als belangrijkste evenement in het programma dat aangeboden wordt tijdens de jaarlijkse World Series of Poker (WSOP).

### Finaletafel
| Naam             | Aantal chips (percentage van het totaal) | Bracelets | Uitbetalingen* | Verdiensten* |
| ---------------- | ---------------------------------------- | --------- | -------------- | ------------ |
| Koray Aldemir    | 140.000.000 (35,1%)                      | 0         | 30             | $3.040.322   |
| George Holmes    | 83.700.000 (21,0%)                       | 0         | 1              | $50.855      |
| Alejandro Lococo | 46.800.000 (11,7%)                       | 0         | 1              | $3.654       |
| Joshua Remitio   | 40.000.000 (10,0%)                       | 0         | 0              | $0           |
| Jack Oliver      | 30.400.000 (7,6%)                        | 0         | 2              | $7.523       |
| Özgür Seçilmiş   | 24.500.000 (6,1%)                        | 0         | 6              | $19.460      |
| Henry Park       | 13.500.000 (3,4%)                        | 0         | 22             | $240.280     |
| Chase Bianchi    | 12.100.000 (3,0%)                        | 1         | 5              | $334.932     |
| Jareth East      | 8.300.000 (2,1%)                         | 0         | 24             | $132.503     |

*Verdiensten tijdens alle World Series of Poker-evenementen tot aan de start van het Main Event 2021

### Uitslag finaletafel
| Plaats | Naam             | Prijs      |
| ------ | ---------------- | ---------- |
| 1ste   | Koray Aldemir    | $8.000.000 |
| 2de    | George Holmes    | $4.300.000 |
| 3de    | Jack Oliver      | $3.000.000 |
| 4de    | Joshua Remitio   | $2.300.000 |
| 5de    | Özgür Seçilmiş   | $1.800.000 |
| 6de    | Henry Park       | $1.400.000 |
| 7de    | Alejandro Lococo | $1.225.000 |
| 8ste   | Jareth East      | $1.100.000 |
| 9de    | Chase Bianchi    | $1.000.000 |

## Speler van het jaar

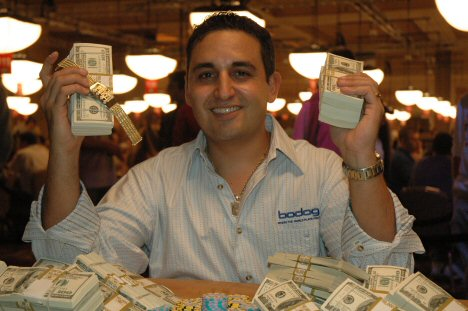
Josh Arieh werd Speler van het jaar

De WSOP reikt sinds 2004 een WSOP Player of the Year-prijs uit aan de speler die tijdens de betreffende jaargang de meeste punten scoort. Hiervoor tellen alleen toernooien mee waaraan iedereen mee kan doen, de spelen die alleen toegankelijk zijn voor vrouwen, teams, senioren en casino-medewerkers niet.
| Plek | Naam            | Punten   | Bracelets |
| ---- | --------------- | -------- | --------- |
| 1    | Josh Arieh      | 4.194,59 | 2         |
| 2    | Phil Hellmuth   | 3.720,01 | 1         |
| 3    | Daniel Negreanu | 3.531,03 | 0         |
| 4    | Ben Yu          | 3.345,92 | 1         |
| 5    | Jeremy Ausmus   | 3.272,57 | 2         |
| 6    | Shaun Deeb      | 3.119,45 | 1         |
| 7    | Ryan Leng       | 3.042,21 | 1         |
| 8    | Dylan Linde     | 2.976,62 | 1         |
| 9    | Koray Aldemir   | 2.911,73 | 1         |
| 10   | Scott Ball      | 2.907,94 | 2         |